# (4017) Disneya
(4017) Disneya est un astéroïde de la ceinture principale.

## Description
(4017) Disneya est un astéroïde de la ceinture principale. Il fut découvert par Lioudmila Karatchkina le 21 février 1980 à Nauchnyj. Il présente une orbite caractérisée par un demi-grand axe de 2,58 UA, une excentricité de 0,1 et une inclinaison de 3,021° par rapport à l'écliptique.
Il fut nommé en hommage à l'américain Walt Disney (1901-1966), producteur de films et maître de l'animation.

## Compléments